# Castelul San Juan Bautista

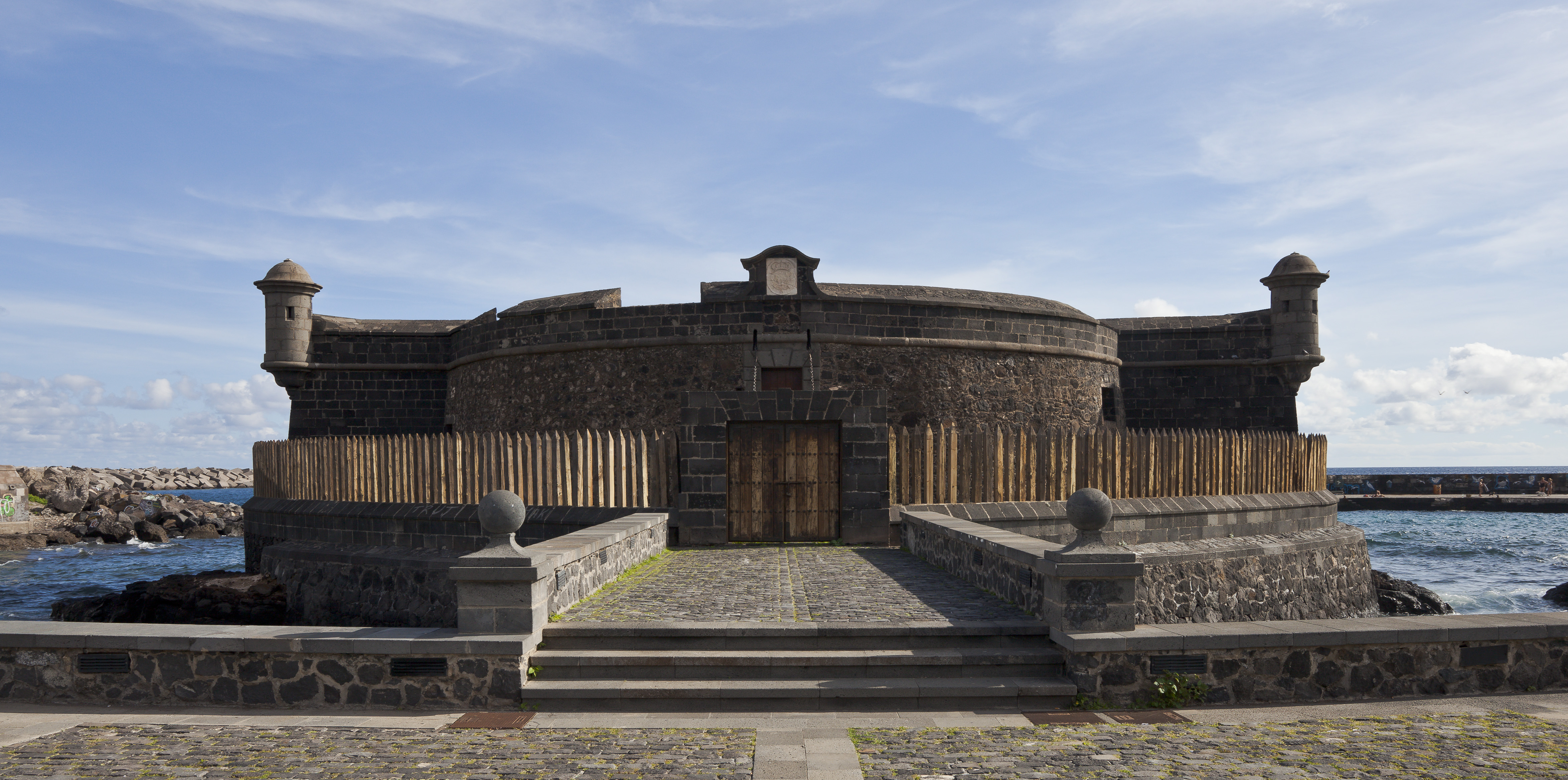
Castelul San Juan Bautista

Castelul San Juan Bautista (în spaniolă Castillo de San Juan Bautista) este un castel situat în orașul Santa Cruz de Tenerife (Insulele Canare, Spania). Castelul mai este  numit, de asemenea, Castelul Negru.
Este situat în centrul capitalei Santa Cruz de Tenerife, lângă clădirea Auditorio de Tenerife. A fost construit în 1641 și este un turn rotund ridicat pe malul oceanului. În fiecare an, în luna iulie, are loc o recreere a Bătăliei de la Santa Cruz de Tenerife din 25 iulie 1797, comemorând tentativa eșuată a amiralului englez Horatio Nelson de a invada orașul și întregul arhipelag.